# Geneseo (hrabstwo Livingston)
Geneseo – wieś w Stanach Zjednoczonych, w stanie Nowy Jork, w hrabstwie Livingston.